# Eduard Snayers
Eduard Snayers (Antwerpen, gedoopt op 28 mei 1591 – aldaar, na 1661) was een Vlaams kunstschilder. Hij schilderde onder andere historiestukken en legertaferelen. Snayers leidde verschillende leerlingen op, waaronder Paul de Vos (1626-1627) en Peter Willebeeck (1632-1633).

## Biografie
Eduard Snayers was de zoon van Lodewijk Snayers en Catharina Gijsberts, en een broer van Peter Snayers. Hij was tweemaal getrouwd. Zijn eerste huwelijk was met Margriet van Spaen. Na haar dood hertrouwde hij op 1 juni 1636 met Maria Ruckers, uit het geslacht Ruckers, de beroemde klavecimbelbouwers. Maria stierf in 1641. In 1643 werd Snayers aangesteld als een van de voogden van de kinderen van Hans Ruckers. Ook was hij de voogd van drie zonen van de klavelcimbelbouwer Joannes Couchet.
Eduard Snayers was actief in Antwerpen van 1617 tot 1661. Op 16 januari 1617 werd hij meester in het Antwerpse Sint-Lucasgilde. Hij bekleedde van 1632 tot 1659 verschillende keren de functie van deken van het gilde. Hij was ook kapitein van de burgerwacht.